# Dana, Nepal
Dana, Nepal  este un sat din Districtul Myagdi, situat în zona Dhawalagiri, din centrul-vestic al Nepal-ului.
La data efectuării recensământului din anul 1991, localitatea avea o populație de 1.787 de locuitori, distribuiți în 398 locuințe distincte. 